# Архея-Олимбия (дим)
Архея-Олимбия (греч. Δήμος Αρχαίας Ολυμπίας, Αρχαία Ολυμπία) — община (дим) в Греции, в северо-западной части полуострова Пелопоннес, в периферийной единице Элида в периферии Западная Греция. Население 13 409 человек по переписи 2011 года. Площадь 545,121 квадратного километра. Плотность 24,6 человека на квадратный километр. Административный центр — село Архея-Олимбия. В непосредственной близости от него находится городище древнегреческого культового центра Олимпия.

## Административное деление
Община (дим) Архея-Олимбос делится на 4 общинные единицы: Архея-Олимбос, Фолои, Ласион и Ламбия, которые, в свою очередь, подразделяются на 41 сообщество.
Архея-Олимбос получила статус сообщества (Κοινότητα Αρχαίας Ολυμπίας) в 1912 году (ΦΕΚ 256Α), в 1942 году (ΦΕΚ 228Α) статус был повышен до уровня общины (дима). В 1997 году (ΦΕΚ 244Α) в состав общины вошли ряд окрестных деревень, в 2010 году (ΦΕΚ 87Α) последовало новое расширение за счёт присоединения упразднённых общин Фолои, Ласион и Ламбия.

## География и биосфера
Архея-Олимпия находится вблизи мест проведения Олимпийских игр в античные времена, в холмистой, в восточном направлении переходящей в горный ландшафт, местности. Горные склоны покрыты лесами, которые, впрочем, вследствие крупных лесных пожаров в августе 2007 года сильно сократились. Протекающая здесь река  Алфиос, в которую впадает близ деревни Архея-Олимбос правый приток Кладеос, в юго-западной части территории общины образует небольшое озеро.
Архея-Олимбос граничит с общинами Андрицена-Крестена (на юге), Пиргос на западе, Илида, Эримантос и Калаврита (в Ахее). На восток от неё лежит община Гортиния (в периферийной единице Аркадия периферии Пелопоннес).

## Достопримечательности
В Архея-Олимбос находятся Археологический музей Олимпии и два музея, посвящённые Олимпийским играм: Музей истории античных Олимпийских игр и  Музей современных Олимпийских игр (Μουσείο Σύγχρονων Ολυμπιακών Αγώνων) (с 1906 года). В последнем кроме прочего представлены коллекция олимпийских медалей различных игр и обширное филателистическое собрание, посвящённое Олимпийским играм.
В восточной части общины, в небольшой роще, находится памятная колонна в честь основоположника современных Олимпийских игр, Пьера де Кубертена, в которой захоронено его сердце.

## Города-партнёры
- США Атланта; с 1994
- Германия Гросостхайм; с 2001